# Phare de Louisbourg
Le phare de Louisbourg est un phare historique du Canada situé près de Louisbourg en Nouvelle-Écosse dans le Comté de Cap-Breton; c'est le site du premier phare de l'histoire du Canada (et le deuxième d'Amérique du Nord).

## Historique
La construction a commencé en 1731 par les Français, pour aider la navigation vers la forteresse de Louisbourg après le naufrage dramatique de la flûte royale le Chameau.
Le phare actuel est le troisième construit sur le site, il a été terminé en 1923, le précédent ayant été détruit par un incendie.

## Description
Le phare actuel est une tour octogonale en béton de 17 m de haut avec galerie et lanterne. La tour est peinte en blanc et la lanterne est rouge. Il émet, à une hauteur focale de 32 m, un flash blanc par période de 10 secondes.